# Sobasina scutata
Espèce
Sobasina scutata est une espèce d'araignées aranéomorphes de la famille des Salticidae.

## Distribution
Cette espèce est endémique de Mussau dans l'archipel Bismarck en Papouasie-Nouvelle-Guinée,.

## Description
Le mâle holotype mesure 3,24 mm. Cette araignée est myrmécomorphe.

## Publication originale
- Wanless, 1978 : A revision of the spider genus Sobasina (Araneae: Salticidae). Bulletin of the British Museum (Natural History) Zoology, vol. 33, no 4, p. 245-257 (texte intégral).